# 王述古
王述古（1564年—1617年），字信甫，號鍾嵩，河南開封府禹州人。明朝政治人物。

## 生平
萬曆十六年（1588年）丁酉科河南鄉試舉人，十七年（1589年）联捷己丑科進士，通政司觀政，十八年授浙江富陽縣知縣，十九年調繁崇德縣，充本省鄉試同考官，遷戶部主事，二十四年丁母郭安人憂。二十六年考察，降内江知縣，未任，復轉刑部主事。妖書案起，牽連郭正域，興起大獄，幸有王述古陳訴，方得伸冤。历升刑部员外郎、郎中，三十二年升常州府知府，三十四年丁忧归。三十七年起官直隸保定府（今河北省保定市）知府，三十八年以卓异纪录，遷陽和兵備副使，三十九年加升按察使，再进本省右布政使，萬曆四十五年（1617年）卒于官，年五十四。四十六年追補恩典。

## 家族
原籍山西洪洞。曾祖王琦。祖父王懷義。父王納誨，累封主事。母郭氏。生九子。弟王則古，萬曆進士。